# Дријен (Дервента)
Дријен је насељено мјесто у општини Дервента, Република Српска, БиХ. Према попису становништва из 2013. у насељу је живјело 442 становника.

## Рељеф
Дријен је село на надморској висини од око 174 м. Смјештено је уз ријеку Укрину која је и уједно граница са селом Штрпцима. Поред тога Дријен још граничи с Горњим Детлаком, Церанима и Лупљаницом.

## Занимљивости
Дријен је посебно познат по Млину Стевића односно купалишту које је пуно у љетном периоду. Поред тога Дријен има храст стар преко 800 година познатији као Тошића храст. Уз то Дријен има још основну школу до петог разреда у функцији и има цркву Св. Ћирила и Методија уз коју се налази гробље које се зове Џигеровац, али за ово име ријетко ко зна да је оно познато као Дријенско гробље.

## Становништво
Према попису становништва из 1991. године, мјесто је имало 783 становника.
| Демографија | Демографија | Демографија |
| Година      | Становника  | Становника  |
| ----------- | ----------- | ----------- |
| 1961.       | 790         |             |
| 1971.       | 808         |             |
| 1981.       | 869         |             |
| 1991.       | 783         |             |
| 2013.       | 442         |             |